# إيان بيترسون
إيان بيترسون (بالسويدية: Ian Pettersson) هو لاعب كرة قدم سويدي، ولد في 21 يوليو 2002.

## وصلات خارجية
- إيان بيترسون على موقع اتحاد السويد (السويدية)
- إيان بيترسون على موقع قاعدة بيانات كرة القدم.إي يو (الإنجليزية)
- إيان بيترسون على موقع Soccerway.com (الإنجليزية)